# Bertoldo di Giovanni
Bertoldo di Giovanni (Firenze, 1420 circa – Poggio a Caiano, 28 dicembre 1491) è stato uno scultore e medaglista italiano.

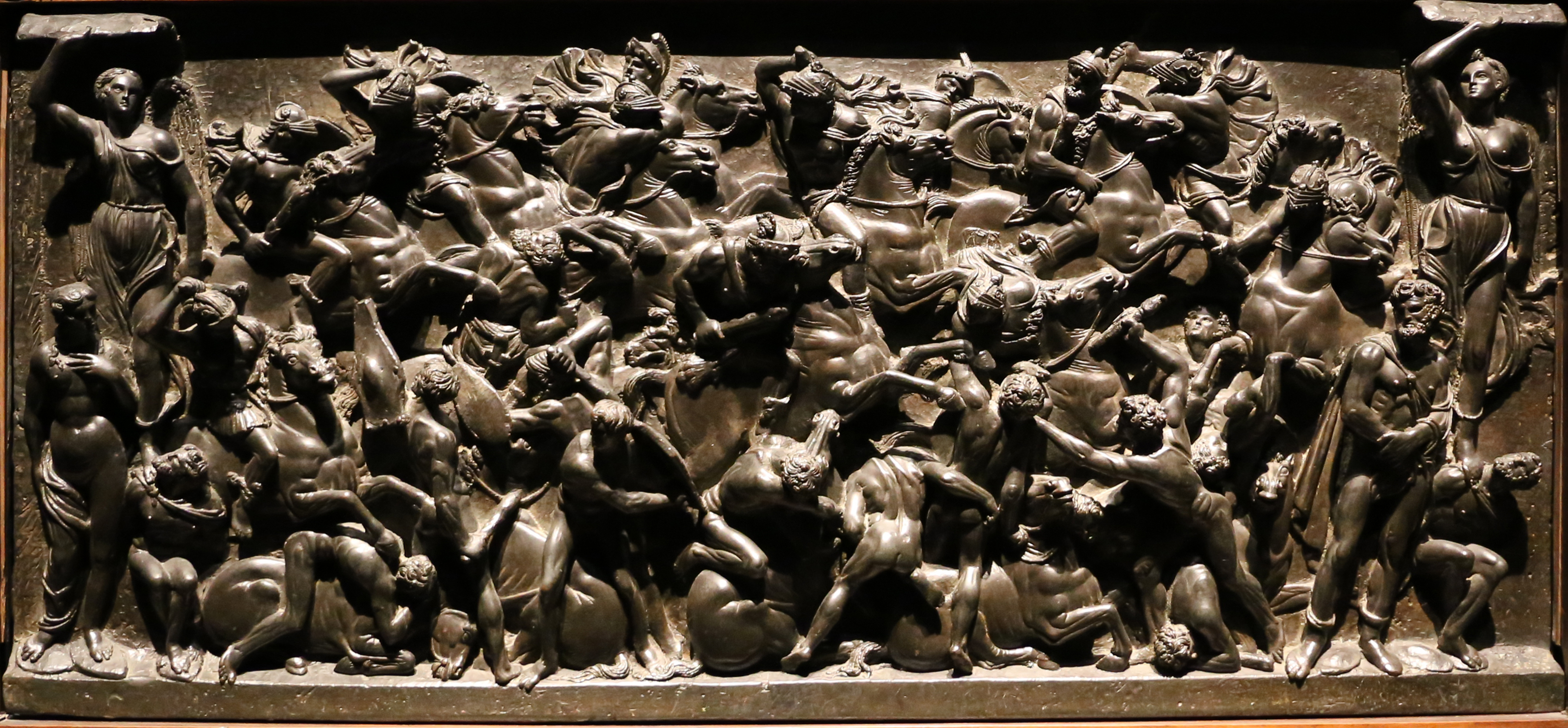
Battaglia tra romani e barbari, Museo del Bargello

Allievo di Donatello, fu il secondo maestro d'arte di Michelangelo.

## Biografia
Nacque a Firenze, si formò alla scuola di Donatello, con cui rimase a lungo, collaborando anche alle opere più tardive del maestro, come i pulpiti della basilica di San Lorenzo: il pulpito della Passione e il pulpito della Resurrezione.
Nel 1485 realizza nella Cattedrale di Santa Maria del Fiore due angioletti in legno dorato per il pergamo di Luca della Robbia, funzionali per illuminare l'organista; uno stesso lavoro sarà realizzato sull'adiacente Pergamo del maestro da Baccio d'Agnolo.
Molto abile nel lavorare il bronzo diventò un fine medaglista, attorno al 1469 realizzò medaglie per l'arcivescovo di Pisa Filippo de' Medici e per l'imperatore Federico III d'Asburgo e altri.
Molto apprezzato da Lorenzo il Magnifico, che spesso accompagnava nelle gite in campagna e alle terme dei Bagni di Morba, realizzò per lui parecchie opere, come alcuni bronzi che furono donati a Ercole I d'Este per le nozze nel 1473.

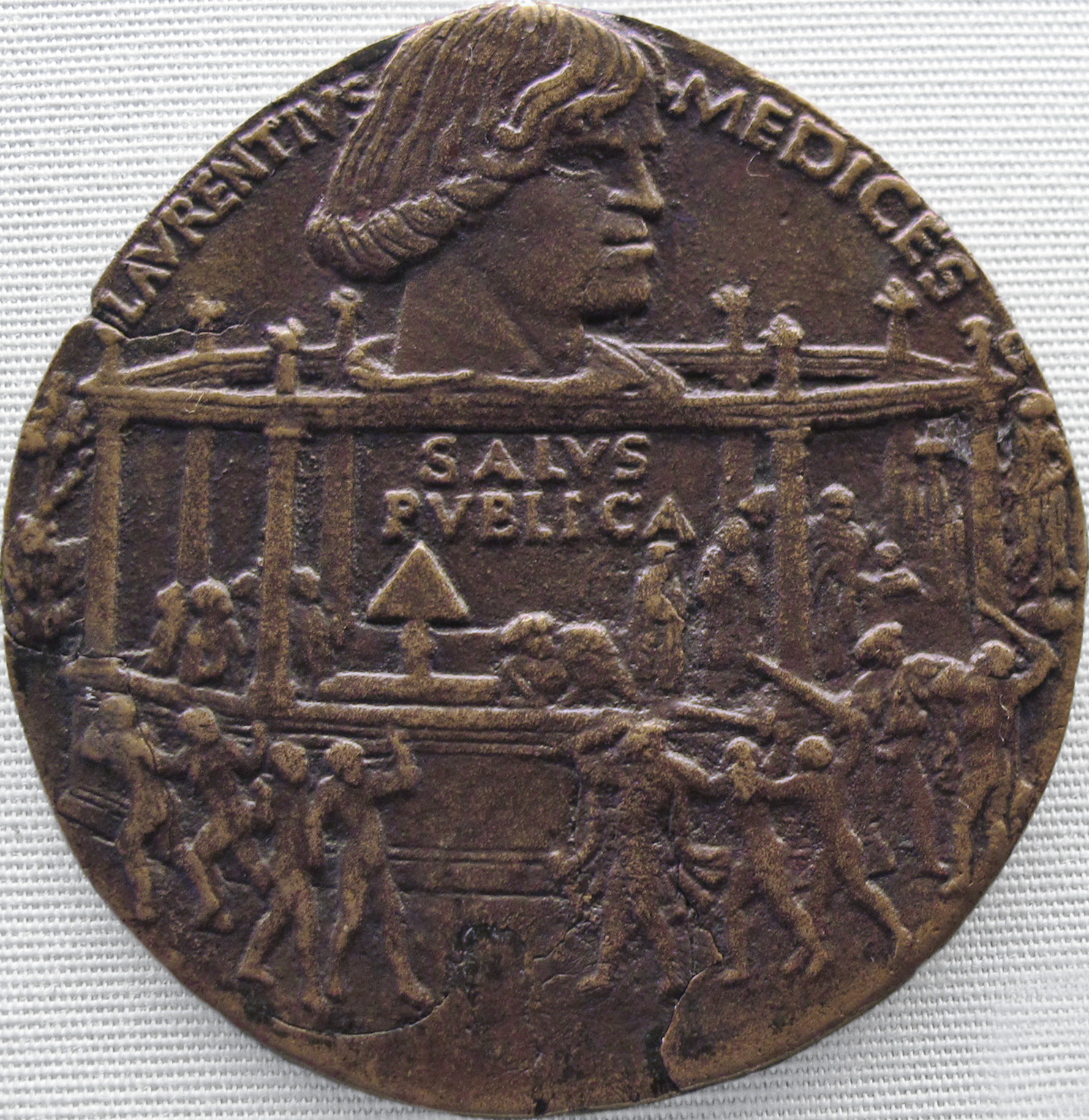
Bertoldo di Giovanni, Congiura dei pazzi, medaglia

Nel 1478 dopo la congiura dei Pazzi realizzò una medaglia a due facce con le effigi di Lorenzo e del fratello Giuliano, ucciso dai congiurati. Nel 1480 disegnò per il Magnifico una medaglia con l'effigie di Maometto II, donata poi allo stesso. Nel 1483 a Padova partecipò a un concorso per alcune sculture per la basilica di Sant'Antonio da Padova, incarico poi dato al suo amico Bartolomeo Bellano.
Essendo un esperto conoscitore di reperti archeologici, nel 1488 ricevette l'incarico di restaurare e conservare la collezione archeologica che il Magnifico aveva raccolto, soprattutto a Roma, e che aveva allocato nel Giardino di San Marco.
Lorenzo de' Medici stesso volle poi consentire ai giovani artisti fiorentini di frequentare questo giardino e di esercitarsi a modellare opere sotto l'occhio attento di Bertoldo. Così nacque la prima Accademia d'arte europea, che fu frequentata da quelli che poi divennero i maggiori artisti del Rinascimento: Michelangelo Buonarroti, Leonardo da Vinci, Jacopo Sansovino, Baccio da Montelupo, Giovanni Francesco Rustici, Francesco Granacci, Pietro Torrigiano.

## Opera
Ebbe il merito artistico di elaborare un nuovo tipo di scultura, molto più accessibile ai collezionisti privati, il bronzo di piccole dimensioni, che poi venne portato a livelli eccelsi da altri artisti, soprattutto padovani, mantovani e fiorentini. Da Donatello aveva appreso molto bene la tecnica dello "stiacciato" che consisteva nello sbalzare appena le figure riuscendo però a dare una grande impressione di profondità e tridimensionalità. I critici ritengono che abbia trasferito questa tecnica a Michelangelo che ne fece uso in diverse opere, come la Madonna della scala.
La sua opera più notevole è oggi ritenuta un rilievo in bronzo del 1480 con la rappresentazione di una Battaglia tra romani e barbari, oggi conservato al Museo del Bargello, cui si ispirò Michelangelo per uno dei suoi primi lavori, la Battaglia dei centauri (1491).
Pur essendo considerato oggi un “artista minore”, la sua stretta collaborazione con Lorenzo il Magnifico, la sua esperienza e la sua influenza culturale, ebbero una grande importanza nella Firenze del Rinascimento, perché fecero avvicinare all'arte tanti giovani che poi divennero artisti immortali.

## Sculture
- Ercole a cavallo, bronzo, 1473, Modena, Galleria Estense.
- Crocifissione, bronzo Firenze, Museo Nazionale del Bargello.
- Bellerofonte e Pegaso, bronzo, Vienna, Kunsthistorisches Museum
- Battaglia fra romani e barbari, 1480, bronzo, Firenze, Museo Nazionale del Bargello.

## Medaglie
- Medaglia di Federico III imperatore, 1468
- Medaglia della congiura dei Pazzi, 1478